# Bertrand de Chalencon
Pour les articles homonymes, voir Chalençon.
Bertrand Ier de Chalencon, mort le 21 décembre 1213, est un prélat français des XIIe et XIIIe siècles, évêque du Puy. Il prend part à la croisade des Albigeois en 1209, à la tête d'une armée qui participe au Siège de Béziers.

## Biographie

### Origines
Bertrand est issu d'une grande famille vellave, les Chalencon, sans qu'il soit possible d'établir sa filiation précise, ou le lien qui l'unirait avec l'un de ses proches successeurs, Étienne de Chalençon. Avant son accession à l'épiscopat, il est chanoine du chapitre cathédral au Puy, et porte le titre d'abbé de Séguret.
Son année d'élection demeure également imprécise, oscillant entre 1198 et 1202, comme le signale Antoine Jacotin : tandis que les auteurs de la Gallia Christiana citent une charte datée de 1202 où Odilon de Mercœur est encore évêque, deux autres documents laissent entrevoir une succession au cours de l'année 1198. 

### Participation à la croisade des Albigeois
En 1207 Bertrand accompagne Pierre de Castelnau dans ses déplacements auprès des cathares . Il  s'engage en 1209 dans la croisade des Albigeois en commandant un corps expéditionnaire formé en Velay, au côté de seigneurs tel que le vicomte Pons IV de Polignac. L'évêque apparaît ainsi dans la Chanson de la croisade albigeoise : dans sa partie contemporaine du sac de Béziers composée par Guillaume de Tudèle, « l'ivesques del Poi » est brièvement évoqué, conduisant l'un des corps armés à travers le Languedoc, avant leur jonction opérée à Béziers. Une Chronique en langue romane, éditée par Dom Vaissette dans son Histoire générale de Languedoc, détaille davantage le parcours de l'armée partie du Velay. Cette chronique cite en particulier le passage par Caussade et Saint-Antonin-Noble-Val, villes épargnées après avoir payé de fortes sommes, ce dont l'évêque « fut fort blâmé par la suite ».

### Actes dans son diocèse
Il verse, avec son chapitre, un subside de 250 marcs d'argent au roi Philippe Auguste, qui, en reconnaissance, lui donne ainsi qu'à ses successeurs, en augmentation de régale, le château d'Arzon (sur la commune actuelle de Chomelix, Haute-Loire). Philippe Auguste confirme, puis accorde de nouveaux privilèges aux évêques et à l'Église du Puy[réf. souhaitée].

## Sources
- Antoine Jacotin, Bertrand de Chalancon, évêque du Puy (1202-1213)  (Wikisource) in Mémoires et procès-verbaux de la Société des amis des sciences, de l’industrie et des arts de la Haute-Loire, Tome 1, 1878, pp. 219-238.